# Hans Zättervall
Hans Vilhelm Zättervall, född 30 augusti 1932 i Stockholm, död 8 november 2010 i Lindesberg, var en svensk målare och tecknare. 
Zättervall studerade vid Stockholms fria konstskola 1961–1962 och bedrev självstudier under resor till Rom och Florens. Separat ställde han ut på Galleri Debut i Stockholm 1962 och han har medverkat i samlingsutställningar med olika lokala konstföreningar. Hans konst består av arkitektoniska kompositioner uppbyggda av mosaikartade smådelar.